# Gare d'Ascq
La gare d'Ascq est une gare ferroviaire française de la ligne de Somain à Halluin, située dans l'ancien village d'Ascq devenu un quartier de Villeneuve-d'Ascq, dans le département du Nord en région Hauts-de-France. 
Elle est mise en service en 1865 par la Compagnie des chemins de fer du Nord. C'est une gare de la Société nationale des chemins de fer français (SNCF), desservie par des trains TER Hauts-de-France.

## Situation ferroviaire
Établie à 31 mètres d'altitude, la gare d'Ascq est située au point kilométrique (PK) 7,253 de la ligne de Fives à Baisieux, entre les gares d'Annappes et de Baisieux. C'est une gare de bifurcation avec la section en service d'Orchies à Ascq de l'ancienne ligne de Somain à Halluin partiellement fermée et déclassée.

## Histoire

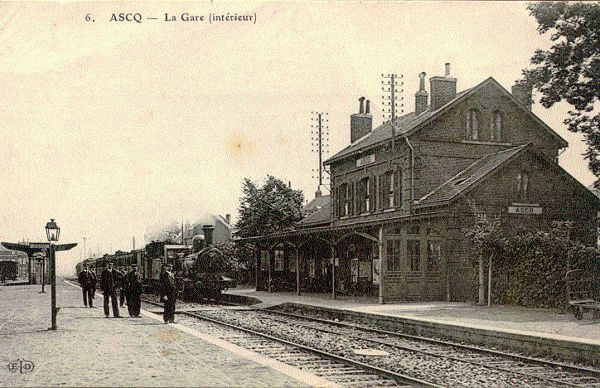
La gare vers 1900

Au milieu du XIXe siècle, la progression de l'industrie fait se développer considérablement Lille et surtout Roubaix. Le chemin de fer désenclave Ascq en le rattachant à Lille en 1865 (construction de la gare et des maisons des trois garde-barrières) et en 1885 à Roubaix par la ligne charbonnière. Cette dernière ligne de Somain à Halluin a désormais disparu, mais un reste de pont est encore visible dans la campagne aux abords d'Ascq. Ces nouveaux moyens de transport développent à Ascq l'industrie liée au textile, à la métallurgie et à l'alimentaire.
Pendant la Seconde Guerre mondiale, de nombreux trains allemands passent par la gare d'Ascq, qui relie Lille à la Belgique. Les résistants essaient de viser ces trains. Dans la nuit du 1er avril 1944, un sabotage de la résistance locale vise un train de marchandise. Si le sabotage n'a pas de conséquences humaines pour les occupants du train dont la locomotive déraille, il s'avère que c'est un transport de troupes de la 12e division blindée SS "Hitlerjugend". En représailles, les nazis massacrent 86 hommes : c'est le Massacre d'Ascq.
Dans les années 1990, en attente de la construction d'un échangeur, le triangle de Fretin, les Thalys et les Eurostar à destination de la Belgique passaient quotidiennement en gare d'Ascq.

## Service des voyageurs

### Accueil
Gare SNCF, elle dispose d'un bâtiment voyageurs, avec guichet, ouvert du lundi au samedi et fermé les dimanches et jours fériés. Elle est équipée d'automates pour l'achat de titres de transport.
Un passage planchéié permet la traversée des voies

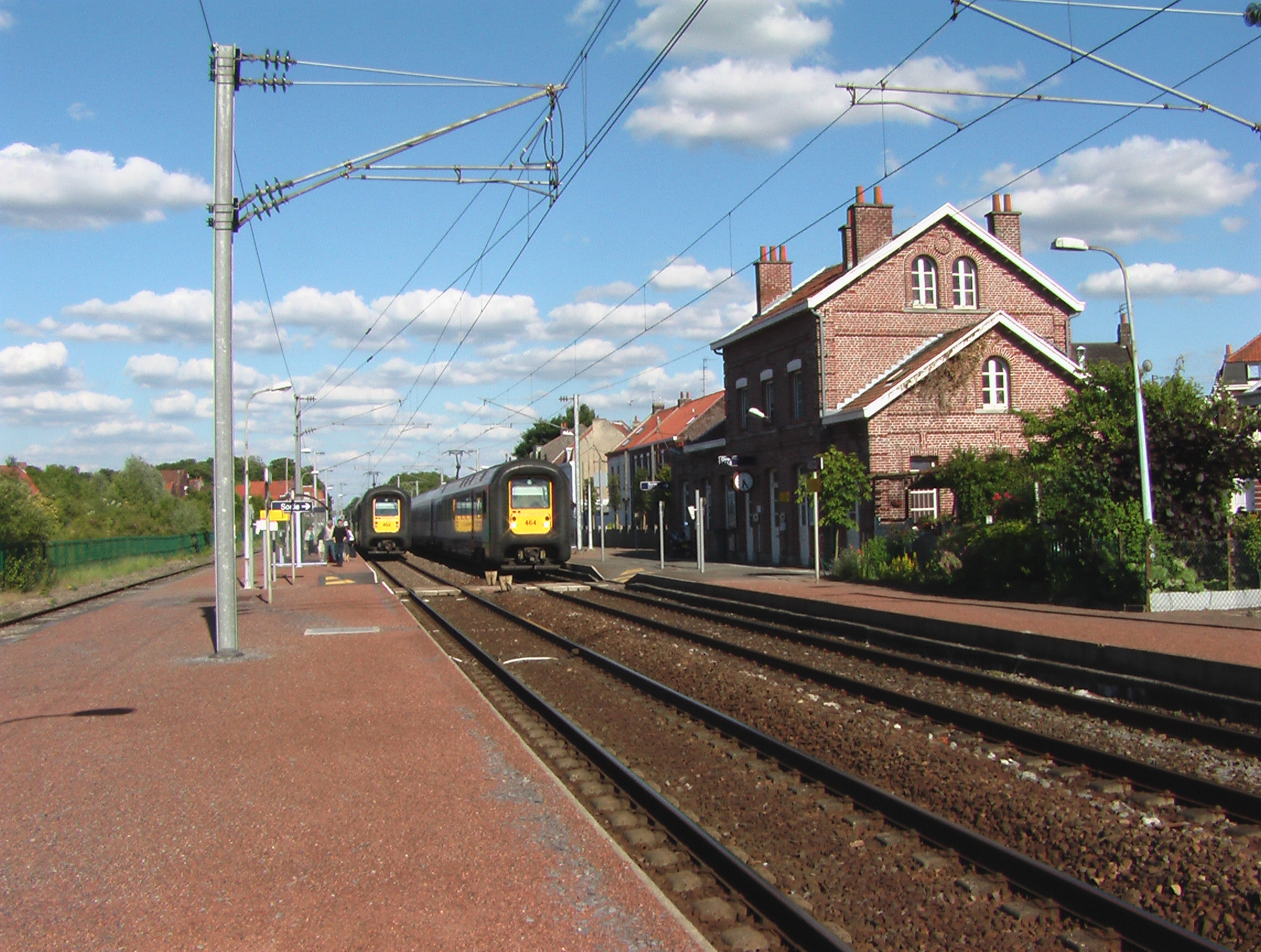
Deux trains belges en gare.

### Desserte
Ascq est desservie par des trains régionaux TER Hauts-de-France des relations Lille-Flandres - Tournai, ou Baisieux. Elle est également desservie par des trains SNCB de la relation Lille-Flandres - Liège-Guillemins, ou Herstal.
Par ailleurs, la liaison avec Orchies a cessé en 2015, et devrait reprendre en 2022 après des travaux de régénération de la voie ferrée.

### Intermodalité
Un parking pour les véhicules y est aménagé. Elle est desservie par les lignes de bus 13 et 73 du réseau Ilévia.

## Écomusée ferroviaire: la Halle aux trains
L'ancienne halle à marchandise est utilisée par l'Amical des anciens et amis de la traction vapeur d'Ascq (AAATV-Ascq), créée en 1986, qui y abrite : du matériel ferroviaire préservé, notamment : la locomotive à vapeur 141 TC 51, arrivée restaurée en 2003, et la locomotive électrique BB 12004, arrivée également en 2003 et restaurée depuis. On découvre également des pupitres de conduite (BB16500, A1A-A1A62000, CC40100), des signaux, des tableaux de commandes et divers matériels ferroviaires ainsi que des réalisations de la section modélisme. 
La Halle aux trains est ouverte au public le deuxième samedi de chaque mois entre mars et novembre.

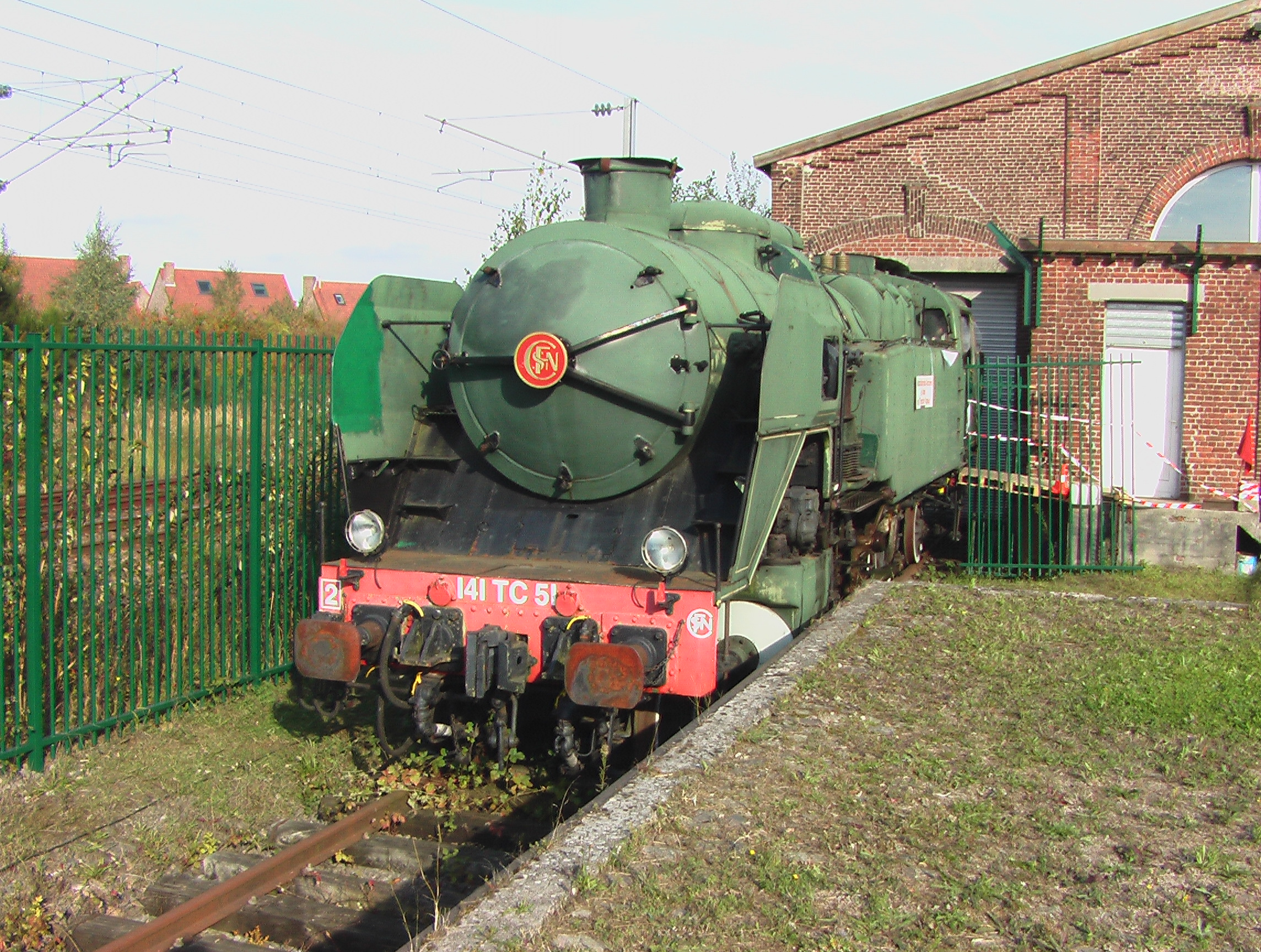
La 141 TC 51
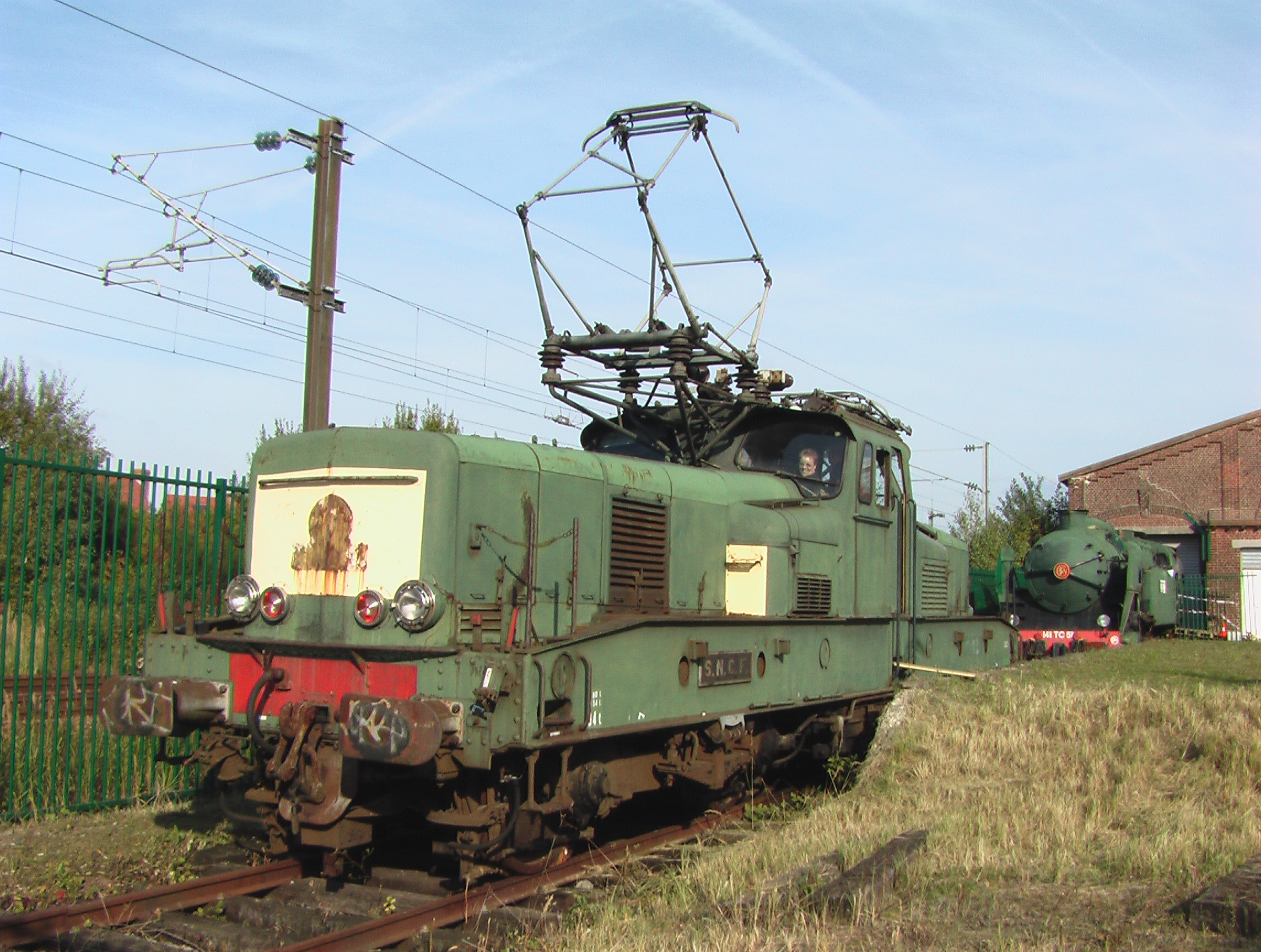
La BB 12004

## Galerie de photographies

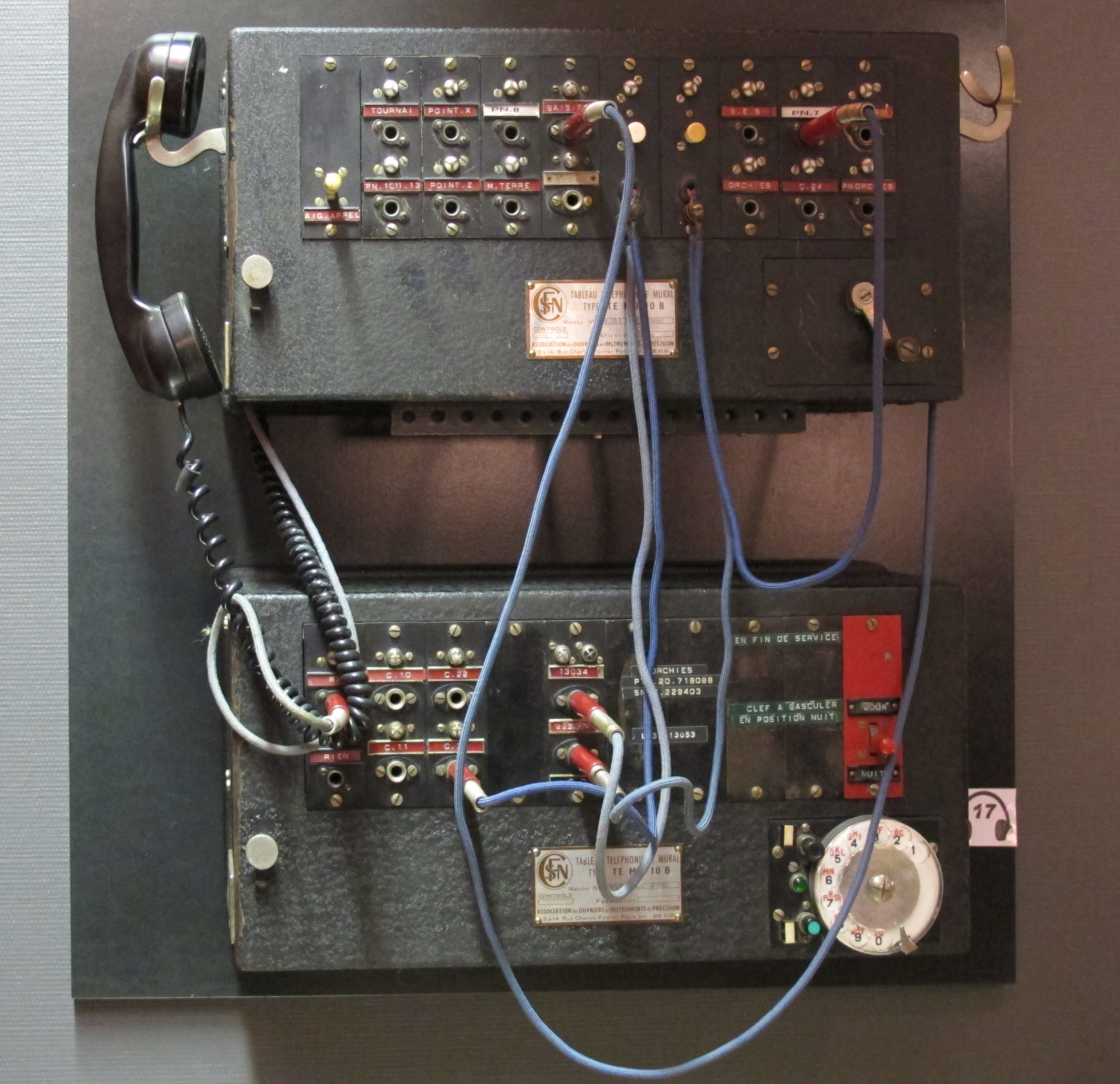
Ancien téléphone de la gare
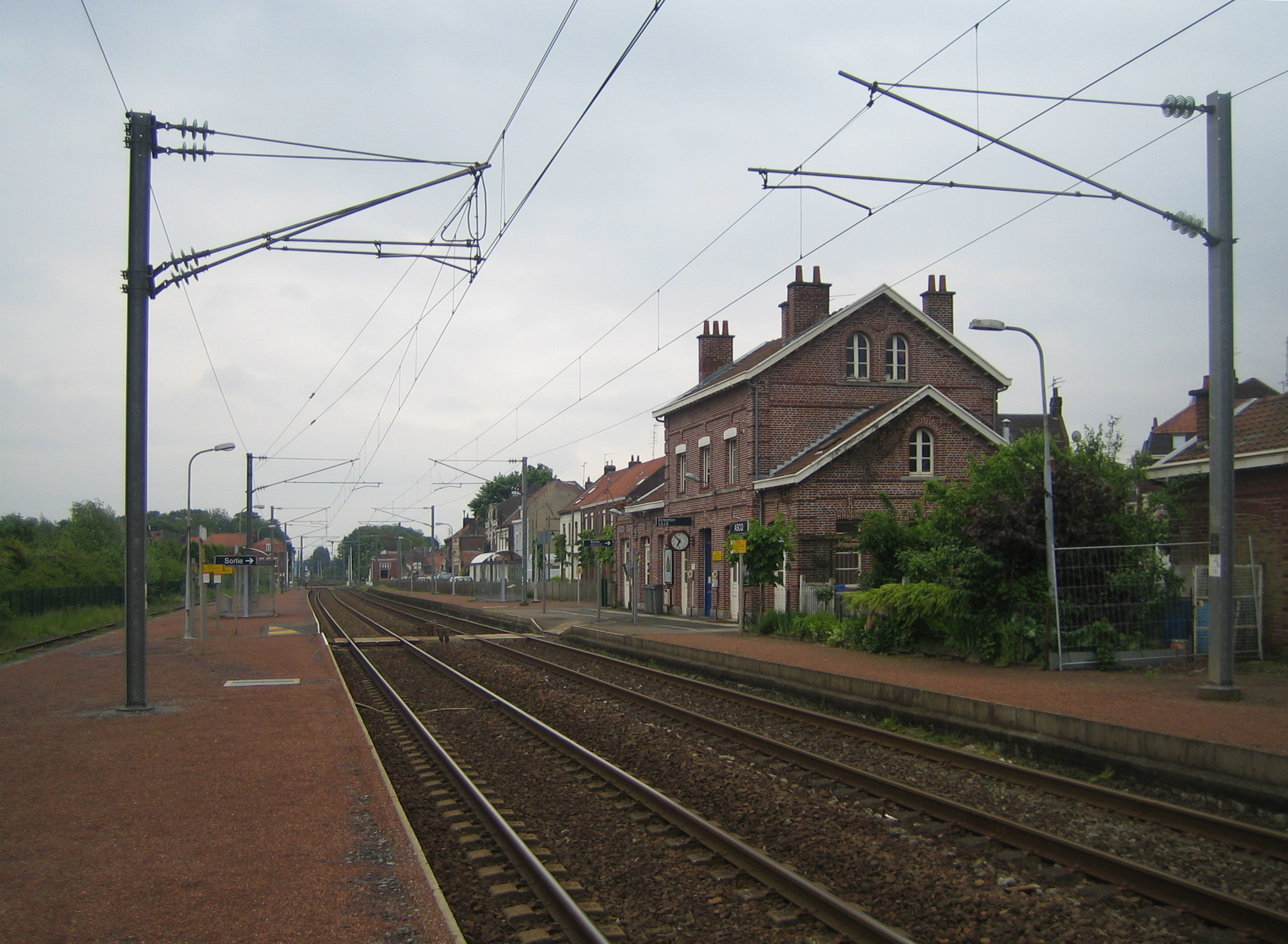
Intérieur de la gare
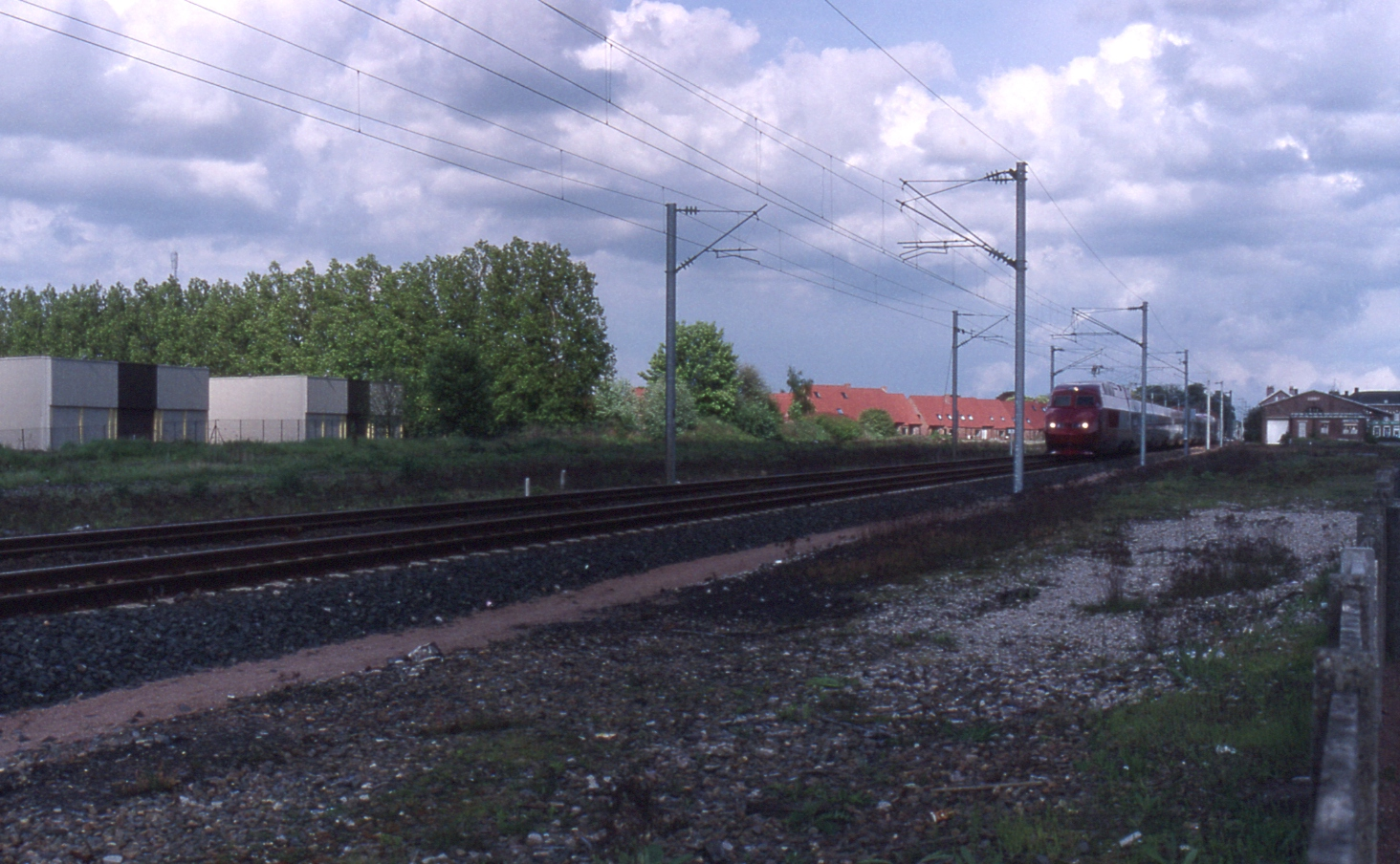
Un thalys Amsterdam-Paris traverse la gare en 1996
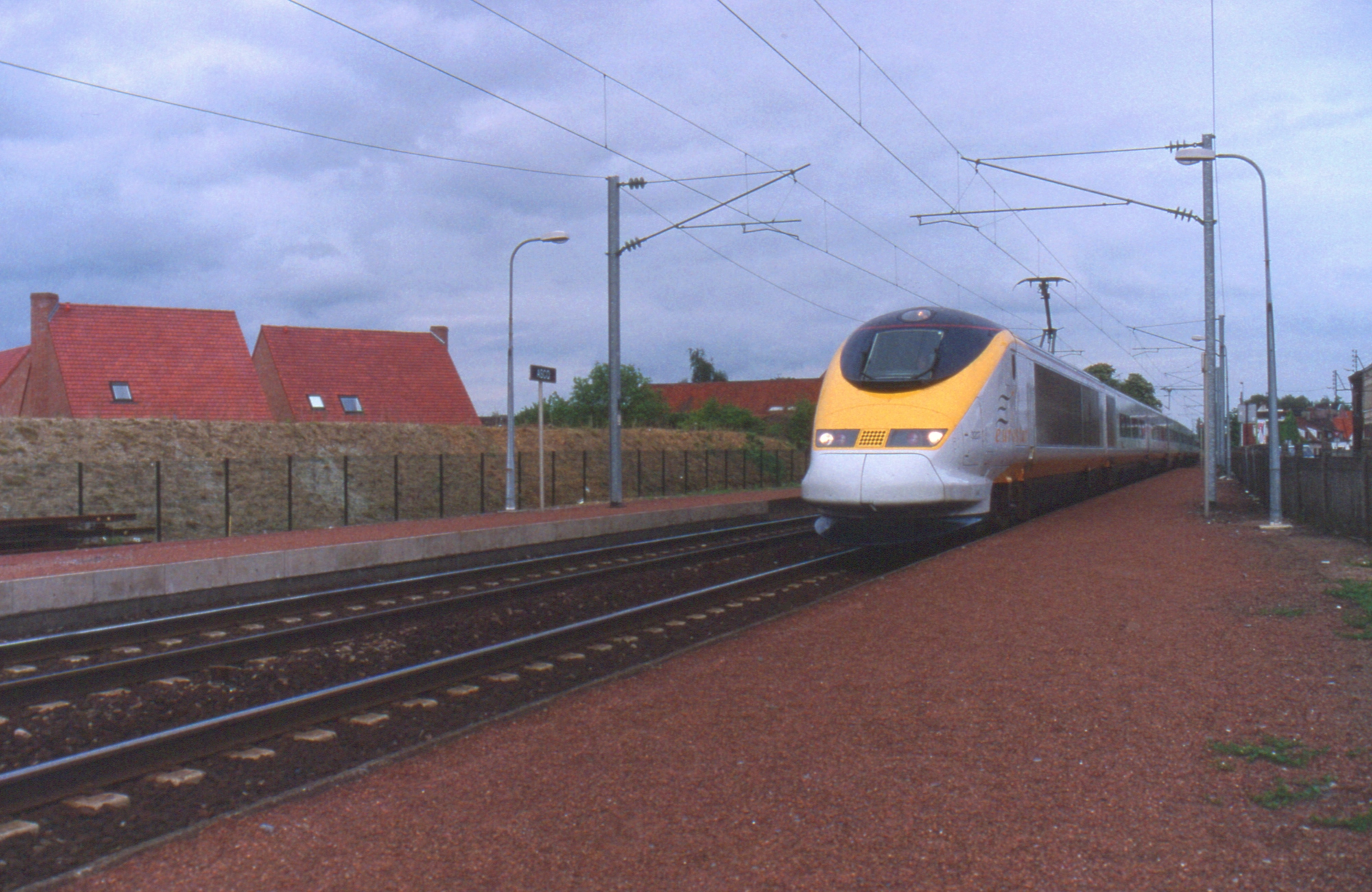
Eurostar Bruxelles-Londres